# Lokris

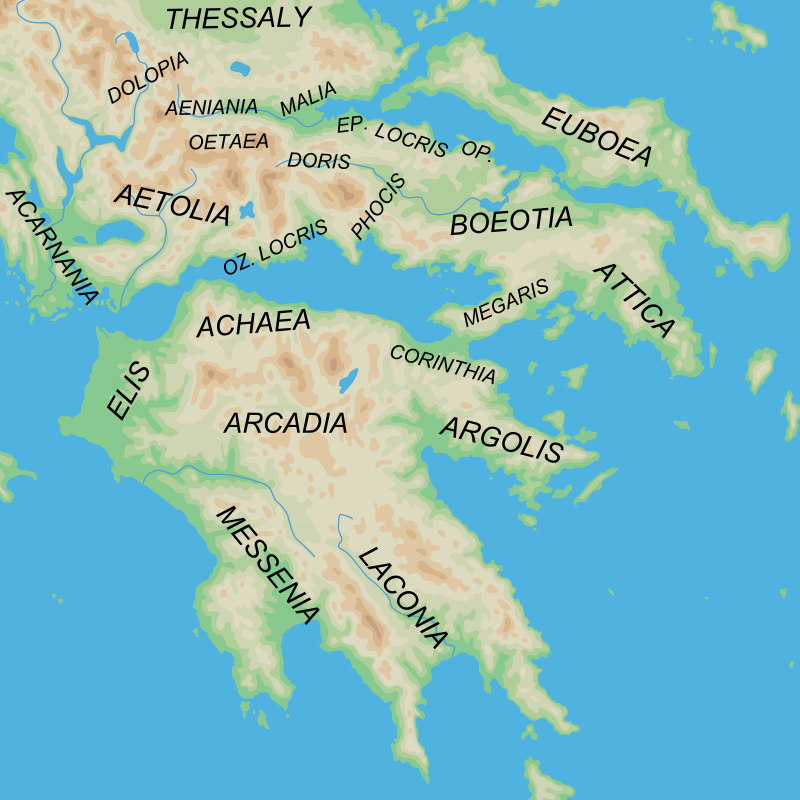
Kaart van het antieke Griekenland met de locatie van Lokris in relatie tot andere regio's

Lokris (Modern Grieks: Λοκρίδα; Lokrida, Oudgrieks: Λοκρίς; Lokris) was een regio in de Griekse oudheid, het thuisland van de Lokriërs, bestaande uit drie individuele districten.

## Antiek Lokris
Het gebied van de Lokriërs was verdeeld in drie afzonderlijke regio's, gescheiden door de gebieden Doris en Phocis, mogelijk ten gevolge van eerdere invasies van een oorspronkelijk aansluitende Lokrische staat. Dit feit, en de beperkte vruchtbaarheid van de regio, betekenden dat de Lokriërs over het algemeen overheerst werden door hun buurlanden, en daardoor waren zij van weinig betekenis voor de Griekse geschiedenis.
Ten zuidwesten van Phocis lag Ozolisch Lokris, gelegen aan de noordkust van de Golf van Korinthe, tussen Naupaktos en Crisa. De belangrijkste steden van Ozolisch Lokris waren Amphissa en Naupactus, hetgeen fungeerde als zeehaven. Ten noordoosten van Phocis lag Opuntisch Lokris, genoemd naar haar belangrijkste stad Opus. Ten slotte lag ten noorden van Phocis Epicnemedisch Lokris, gelegen nabij de bergpas van Thermopylae.

## Kolonie
De Italiaanse stad Locri in Calabrië, in de oudheid bekend als "Epizephyrisch Lokris", was een kolonie van de Lokriërs in Magna Graecia. Het is onbekend of deze stad gesticht is door de Opuntische of de Ozolische Lokriërs.